# Michele Romano
Michele Romano (Castelpizzuto, 20 febbraio 1871 – Castelpizzuto, 29 dicembre 1948) è stato un avvocato e politico italiano.

## Biografia
Laureato in giurisprudenza e in lettere, ha esercitato la professione di avvocato e si è al contempo dedicato all'insegnamento nei ginnasi di Viggiano, Potenza, al ginnasio e liceo classico di Isernia. È stato consigliere  provinciale di Campobasso e membro del consiglio dell'educazione nazionale. 
Senatore dal 1934, decaduto dalla carica con sentenza dell'Alta Corte di Giustizia per le Sanzioni contro il Fascismo del 5 dicembre 1944.